# Tito Torres
Tito Bruno Miranda Torres Duarte, conhecido como Tito Torres (João Monlevade, 2 de dezembro de 1983) é deputado estadual em Minas Gerais. Filho da professora Maria Lúcia de Miranda Duarte e do ex-deputado estadual por seis mandatos, Mauri Torres, exerce seu segundo mandato na Assembleia Legislativa de Minas Gerais (ALMG). Nas últimas eleições, recebeu quase 79 mil votos, sendo o mais votado do PSDB em Minas Gerais. 
Durante o primeiro mandato garantiu mais de R$9 milhões através de emendas parlamentares para a saúde que permitiram a compra de ambulâncias, medicamentos e equipamentos para unidades básicas de saúde e hospitais em vários municípios. Para obras de infraestrutura foram quase R$10 milhões que permitiram asfaltamento e calçamento de ruas e avenidas, construção de pontes e poços artesianos, reforma e ampliação de posto de saúde, construção e reforma de quadras dentre outros em diferentes regiões de Minas. Os recursos destinados para ambas as áreas são de emendas parlamentares, incluindo as do governo federal, intermediadas por Tito Torres.
Na Assembleia de Minas, Tito Torres tem defendido os direitos dos mineiros em importantes votações. Ele foi contra o aumento de impostos de combustíveis e de vários produtos e serviços, como telefonia, internet, TV a cabo, energia elétrica, refrigerantes, ração, cosméticos e outros.
Com perfil municipalista, Tito Torres tem diversos projetos de lei de sua autoria já sancionados que atendem necessidades de municípios e instituições.